# Nicolas Baudeau
Nicolas Baudeau (Amboise, 24 aprile 1730 – Parigi, 1792) è stato un teologo, economista e giornalista francese. Sosteneva la fisiocrazia e ne fu un divulgatore in Francia ed Europa.

## Opere
- (FR) Explication du tableau économique, Paris, EDHIS, 1967  [1776].